# Дехтярёв, Владимир Сергеевич
Владимир Сергеевич Дехтярёв (08(21).03.1914 — 21.12.1980) — советский учёный, лауреат Сталинской премии.
Окончил ЛЭТИ (1936).
С декабря 1935 г. работал в отраслевой радиолаборатории профессиональных устройств Комбината мощного радиостроения им. Коминтерна (с 1937 НИИ-33, затем — завод № 327, в последующем — НИИ «Вектор»): техник, инженер, старший инженер.
С 1941 г. работал на заводе «Электросигнал» в Воронеже, который в следующем году был эвакуирован в Красноярск. В этот период участвовал в разработке бортовых радиоприемников РСИ-5, УС-4 для военной авиации, радиолокационного прицела для бомбометания.
С 1946 г. работал на руководящих должностях (в. т.ч. в должности главного конструктора) в ОКБ-283 МОП, которое в 1959 г. вошло в состав НИИРЭ (Ленинград), с 1962 г. зам. директора НИИРЭ.
С 1975 г. на научно-педагогической работе в ЛПИ, зав. кафедрой радиолокации.
Доктор технических наук (1970), профессор (1962).
Лауреат Сталинской премии за 1950 г. — за внедрение в серийное производство новой радиоаппаратуры (за участие в разработке прибора «Вибратор» РВО-3, атомный проект). Почётный радист (1962).